# 438 Zeuxo
438 Zeuxo là một tiểu hành tinh lớn ở vành đai chính. Nó được Auguste Charlois phát hiện ngày 8.11.1898 ở Nice và được đặt theo tên Zeuxo, một trong các nữ thần Oceanid trong thần thoại Hy Lạp.